# هجوم الربيع الصيني
هجوم الربيع الصيني (بالإنجليزية: The Chinese spring offensive)، المعروف أيضًا باسم هجوم المرحلة الخامسة الصيني (بالإنجليزية: the Chinese Fifth Phase Offensive، بالصينية: 第五次戰役)، عملية عسكرية نفذها جيش المتطوعين الشعبي (بّي في إيه) الصيني أثناء الحرب الكورية. حشدت القيادة الصينية ثلاثة جيوش ميدانية قوامها 700 ألف جندي لتشن أكبر عملية هجومية منذ هجوم المرحلة الثانية في شهري نوفمبر ديسمبر 1950. وقعت العملية في صيف عام 1951 وكانت تهدف إلى دفع قوات قيادة الأمم المتحدة خارج شبه الجزيرة الكورية بشكل دائم.
تلقت وحدات فيلق الولايات المتحدة الأول والتاسع الضربة الأولى للهجوم في 22 أبريل، لكن توقف الهجوم عند الخط اللا اسم له شمال سيول بحلول 30 أبريل. في 15 مايو 1951، أشعل جيش المتطوعين الشعبي والجيش الشعبي الكوري (كاي بّي إيه) الفتيل الثاني لهجوم الربيع وهاجما جيش جمهورية كوريا وفيلق الولايات المتحدة العاشر في الشرق. ورغم نجاحهما في البداية، فقد أُوقف الهجوم بحلول 22 مايو. في 20 مايو، وبعد ملاحظة أن العدو قد أُجهد لأبعد الحدود، شن جيش الولايات المتحدة الثامن هجومًا مضادًا على قوات جيش المتطوعين الشعبي/الجيش الشعبي الكوري المنهكة ملحقًا بها خسائر فادحة.

## خلفية

### التدخل الصيني
قامت كوريا الشمالية بغزو كوريا الجنوبية في 25 يونيو 1950. ولكن بعد غزو الجزء الأكبر من كوريا الجنوبية، عانى الجيش الشعبي الكوري من هزيمة ساحقة إثر خسارته الكثير من جيشه في معركة محيط بوسان في مطلع سبتمبر. في 15 سبتمبر، تقدم الجيش الثامن من محيط بوسان ابتداءً من 16 سبتمبر وطارد الجيش الشعبي الكوري شمالًا، وفي أكتوبر عبروا خط عرض 38° شمال، وهو الخط الفاصل بين كوريا الشمالية وكوريا الجنوبية وغزا كوريا الشمالية تباعًا. وقد حذرت الحكومة الصينية أنها ستتدخل عسكريًا في كوريا إذا عبرت القوات الأمريكية خط المواجهة وذلك حفاظًا على سيادتها الوطنية. ولكن الرئيس الأميركي هاري ترومان قلل من أهمية هذا التحذير.
وبينما هرعت قوات الأمم المتحدة نحو نهر يالو بعد الاستيلاء على بيونغيانغ في 19 أكتوبر، شن الصينيون هجومهم الأول في 25 أكتوبر. وفي وقت لاحق، استهل قائد الأمم المتحدة، دوغلاس ماك آرثر، هجوم هوم-باي-كريسماس الهادف لتوحيد كوريا. وردًا على ذلك، شن الصينيون هجوم المرحلة الثانية في 25 نوفمبر مجبرين قوات الأمم المتحدة على التراجع من كوريا الشمالية في ديسمبر 1950، ونقلوا جبهة الحرب إلى الجنوب من خط العرض 38 مع تخلي الأمم عن سيول لصالح جيش المتطوعين الشعبي/الجيش الشعبي الكوري في 4 يناير 1951. وانطلاقًا من هذه الهزائم، سعت قيادة الأمم المتحدة إلى بدء مفاوضات وقف إطلاق النار مع الحكومة الصينية في يناير1951، ولكن ماو تسي تونغ وزملائه رفضوا بشدة؛ فأصدرت -كنتيجة لذلك- الجمعية العامة للأمم المتحدة القرار 498 في 1 فبراير الذي يدين الصين بوصفها دولة معتدية، وطالبت بانسحاب قواتها من كوريا.

### الهجمات المضادة للأمم المتحدة
بدأت قيادة الأمم المتحدة، تحت إمرة القائد الجديد ماثيو ريدجواي، هجمات مضادة في أواخر يناير 1951 استرجعت فيهت سيول من جيشي بّي في إيه/كاي بّي إيه في 16 مارس ونقلت جبهة القتال إلى التلال الواقعة على طول خط العرض 38. وشن قادة جيش المتطوعين الشعبي هجومًا مضادًا منتصف فبراير مع حملة المرحلة الرابعة، ولكن بعد إحرازهم التقدم، أوقفته قوات الأمم المتحدة أيضًا في معركة هوينغسونغ ومعركة تشيبيونغ-ني. وفي هذا الوقت، كان جيش المتطوعين الشعبي قد تلقى ضربات مبرحة، وأنُهك نتيجة القتال والاستنفاد المستمرين، وتعرضت خطوط إمداداته للقصف المستمر ما زاد من إضعاف قدراته القتالية لافتقاره الغذاء والإمدادات.
في منتصف نيسان 1951، انخرطت قوات الأمم المتحدة في الجبهة المركزية في كوريا ضمن عملية دانتلس لتقديم مواقع الأمم المتحدة من خط كانساس 2-6 أميال (3.2-9.7 كم) شمال خط العرض 38 إلى المواقع 10-20 ميل (16-32 كم) شمال خط العرض 38 المشار إليها باسم خط وايومنغ الذي من شأنه أن يهدد مركز اللوجستيات لجيشي بّي في إيه/كاي بّي إيه المحدد بمدن بيونغانغ وتشورون وكومهوا المسماة بالمثلث الحديدي. جاء التقدم الذي أحرزاه فيلقا الولايات المتحدة الأول والتاسع لتهديد المثلث وليس تطويقه، وفي حال تعرضهما لهجمات قوية من العدو خلال أو بعد التقدم، كان على الفيلقين أن يتراجعا إلى خط كانساس.
حذرت استخبارات الجيش الثامن الأمريكي في 18 أبريل من احتمالية شن هجوم من قِبل جيش المتطوعين الشعبي/الجيش الشعبي الكوري في أي وقت بين 20 أبريل و1 مايو، ولكن في 21 أبريل قرر قائد الجيش الثامن الجنرال جيمس فان فليت مواصلة المضي بعلمية دانتلس.
تكمن الأهداف النهائية للفيلق الأول لعملية دانتلس في مناطق فرقتي المشاة 25 و24 من جيش الولايات المتحدة الممتد نحو الشمال من خط يوتا (الذي ارتفع 11 ميل (18 كم) فوق كانساس بين نهر إيمجين والمنحدرات الشرقية لجبل كونغمانغ، وتتبعه جموع جبال كومهاك وكوانغدوك وبيغون البارزة) إلى تشورون وكومها في قاعدة المثلث الحديدي. تسلمت الفرقة السادسة لجيش جمهورية كوريا (آر أو كاي) والفرقة البحرية الأولى للولايات المتحدة قيادة الفيلق التاسع. يقع في قطاعهما خط وايومنغ المنحني جنوب شرق منطقة كومهوا نحو حوض هواتشون. في 21 أبريل تحركت الفرقتان 2-5 أميال (3.2-8.0 كم) فوق خط كانساس دونما أي مقاومة تقريبًا.
وفي الغرب مباشرة، لم تواجه الفرقة 24 مقاومة أسفل كومهوا ، ولكنها تعمدت الوقوف في مرتفعات كوانغدوك سان كي تتيح فرصة المواكبة للفرقة السادسة من جيش جمهورية كوريا. وفي مرتفعات بوغاي-سان، هجمت الفرقة 25 نحو تشورون، لكنها لم تحرز أي تقدم ملموس بعد تلقيها نيران المدفعية المتصاعدة خلال النهار وانخراطها في معارك صعبة على خط يوتا، وخاصة في منطقة اللواء التركي على طول الطريق 33. لم يعد أي من الفيلقين أدلة على استعدادات العدو الهجومية خلال النهار. ولم يؤكد غياب المقاومة في منطقة الفيلق التاسع سوى تقارير الدوريات الأخيرة عن انسحاب جيشي المتطوعين الشعبي/جيش جمهورية كوريا. أسفل المثلث الحديدي، كان متوقعًا من المقاومة الآخذة بالاشتداد حديثًا في 19 أبريل أن تنمو تدريجيًا مع تقدم قوات الفيلق الأول فوق خط يوتا. على جبهة نهر إيمجين، لم تجد الدوريات النهارية فوق النهر سوى عناصر متناثرة من جيش المتطوعين الشعبي. وقد خلص قائد الفيلق الأول الجنرال فرانك ميلبورن في تقرير ختامي مسائي إلى الجنرال فان فليت إلى أن «موقف العدو مايزال دفاعيًا».
وفي 21 أبريل، أفاد ضابط مخابرات جي-2 في الجيش الثامن أن معلوماته ماتزال غير مؤكدة كفايةً «لتوضيح مدى قرب» الهجوم الوشيك للعدو. ومن الحقائق المقلقة، كما أشار في وقت سابق إلى الجنرال فان فليت، أن عدم وجود علامات هجومية لا يعني بالضرورة أن الهجوم ببعيد. ولدى الإعداد للهجمات السابقة، أخفت قوات جيش المتطوعين الشعبي بنجاح مواقعها حتى انتقالها إلى مناطق التجمع قبل أن تهاجم مباشرة. وفي منطقة فيلق الولايات المتحدة العاشر شمال وشمال شرق يانغو، حددت دوريات فرقة المشاة الثانية والسابعة التابعة للولايات المتحدة بعد عدة أيام من عمليات التفتيش العقيمة تقريبًا، حددت موقع عدة مجموعات قوامها 600-1000 جندي تابعة للجيش الشعبي الكوري فوق جبهة الفيلق مباشرة. واقترح أن هذه المجموعات، كما أبلغ الجنرال إدوارد ألموند قائد الفيلق العاشر، موجودة كجزء من عمليات إغاثة أو تعزيز وحدات العدو.